# 6e Europese Filmprijzen
De 6e uitreiking van de Europese Filmprijzen, waarbij prijzen werden uitgereikt in verschillende categorieën voor Europese films, vond plaats op 4 december 1993 in de Duitse hoofdstad Berlijn.

## Nominaties en winnaars

#### Beste film
- Urga - Nikita Michalkov
  - Benny's Video - Michael Haneke
  - Un coeur en hiver - Claude Sautet

#### Beste film - jonge filmmakers
- Orlando - Sally Potter
  - C'est arrivé près de chez vous - Rémy Belvaux, André Bonzel & Benoît Poelvoorde
  - Le petite amie d'Antonio - Manuel Poirier

#### Beste acteur
- Daniel Auteuil - Un coeur en hiver
  - Jan Decleir - Daens
  - Carlo Cecchi - Morte di un matematico napoletano

#### Beste actrice
- Maia Morgenstern - Balanța
  - Carla Gravina - Il lungo silenzio
  - Tilda Swinton - Orlando

#### Prijs van de filmkritiek
- Benny's Video - Michael Haneke

#### Beste documentaire
- Det Sociala arvet - Stefan Jarl

#### Life Achievement Award
- Michelangelo Antonioni